# Ingemar Johansson
Jens Ingemar Johansson (ur. 22 września 1932 w Göteborgu, zm. 30 stycznia 2009 w Onsali) – szwedzki bokser, były zawodowy mistrz świata w kategorii ciężkiej, srebrny medalista letnich igrzysk olimpijskich w Helsinkach. W finałowej walce został zdyskwalifikowany z powodu unikania walki z Edem Sandersem. Srebrny medal igrzysk olimpijskich otrzymał dopiero po 30 latach.

## Życiorys
W 1952 zadebiutował na zawodowym ringu, pokonując Roberta Massona. W 1956 pokonał w 13. rundzie Franco Cavicchiego. Sukces ten dał mu pas mistrza Europy w wadze ciężkiej. W 1958 pokonał w pierwszej rundzie Eddiego Machena. 26 czerwca 1959 na Yankee Stadium w Nowym Jorku pokonał w 3. rundzie Floyda Pattersona, posyłając go siedmiokrotnie na deski. Dzięki temu zwycięstwu po raz drugi został wybrany pięściarzem roku przez magazyn The Ring.
W tym samym roku został wybrany najlepszym sportowcem przez Associated Press oraz Sports Illustrated. W czerwcu 1960 ponownie stanął do walki z Floydem Pattersonem. Pojedynek rewanżowy przegrał w piątej rundzie. Trzecią walkę z Floydem Pattersonem stoczył w marcu 1961 w Miami Beach. Po pojedynkach z Floydem Pattersonem powrócił do Szwecji. W kraju stoczył 4 zwycięskie pojedynki. W 1963 zakończył sportową karierę. W latach siedemdziesiątych wystartował w maratonie w Bostonie.
W 2002 został wprowadzony do Międzynarodowej Galerii Sław Boksu. Od wielu lat cierpiał z powodu choroby Alzheimera. Powodem śmierci były powikłania po zapaleniu płuc.